# Acanthopale madagascariensis
Acanthopale madagascariensis là một loài thực vật có hoa trong họ Ô rô. Loài này được (Baker) C.B.Clarke ex Bremek. mô tả khoa học đầu tiên năm 1943.